# Paul Nizan
Paul-Yves Nizan (7 de febrer de 1905 – 23 de maig de 1940) va ser un filòsof i escriptor francès.

## Biografia
Va néixer a Tours, el seu pare era enginyer de ferrocarrils. Va estudiar al Liceu Henri-IV de París, on el 1917 va fer amistat amb el seu company de classe Jean-Paul Sartre. Des de 1924 va ser alumne de l'Escola Normal Superior de París, on va fer amistat amb Raymond Aron.
El 1925 va participar en Le Faisceau de Georges Valois, el primer partit feixista francès amb tendències sindicalistes-revolucionàries. Entre 1926 i 1927 va viatjar a Aden, al Iemen, com a preceptor i poc després, el 1927, s'adhereix al comunisme i es casa.
El 1929 es gradua com a professor de filosofia i el 1931 publica la seva primer obra, Aden, Arabie que li permet donar-se a conèixer en els cercles literaris i intel·lectuals, i d'altra banda tractar d'obtenir una diputació pel Partit Comunista Francès (PCF). El mateix any publica Les chiens de garde (Els gossos guardians), on la seva reflexió sobre el paper de la filosofia idealista pren la forma d'un al·legat dirigit contra els seus antics mestres, en particular Henri Bergson i Léon Brunschvicg. A Antoine Bloyé, publicat el 1933, tracta per primera vegada la traïció de classe a través d'un home que s'evadeix de la seva condició social i passa a trair les seves arrels dissipant-se dins la moral burgesa. Aquest llibre va ser considerat per la crítica com la primera novel·la francesa del «realisme socialista».
Molts dels seus escrits reflecteixen les seves conviccions polítiques. Tanmateix, va abandonar el PCF arran del Pacte Mólotov-Ribbentrop el 1939. Va morir en la batalla de Dunkerque lluitant contra l'exèrcit alemany en la Segona Guerra Mundial.

## Obres[4]
- Aden, Arabie (1931), va ser reeditada el 1960 amb un pròleg de Sartre.[5]
- Les chiens de garde (1932), (en castellà: Los perros guardianes, Ediciones Península)
- Antoine Bloyé (1933)
- Le cheval de Troie (1935)
- La conspiration (1938)